# Meistertum Mergentheim
Das Meistertum Mergentheim war der direkte Herrschaftsbereich und Besitz („Kammergut“) der Deutsch- und Hochmeister nach der Säkularisation des Ordensstaates in Preußen. Das Meistertum mit Schwerpunkt in Südwestdeutschland bestand bis 1809. Es gehörte dem fränkischen Reichskreis an.

## Geschichte

### Ursprünge
Der Besitz um Mergentheim wurde von den Grafen von Hohenlohe 1219 an den Deutschen Orden übergeben. Dieser richtete dort eine Kommende ein. Hier sind die drei Brüder Heinrich, Friedrich und Andreas von Hohenlohe zu nennen, welche dem Orden Besitz stifteten. Heinrich wurde später Hochmeister des Ordens. Von ihm findet sich eine Statue im Deutschordensschloss Bad Mergentheim, welche jedoch erst nach Ende der Herrschaft des Ordens in Bad Mergentheim aufgestellt wurde. 

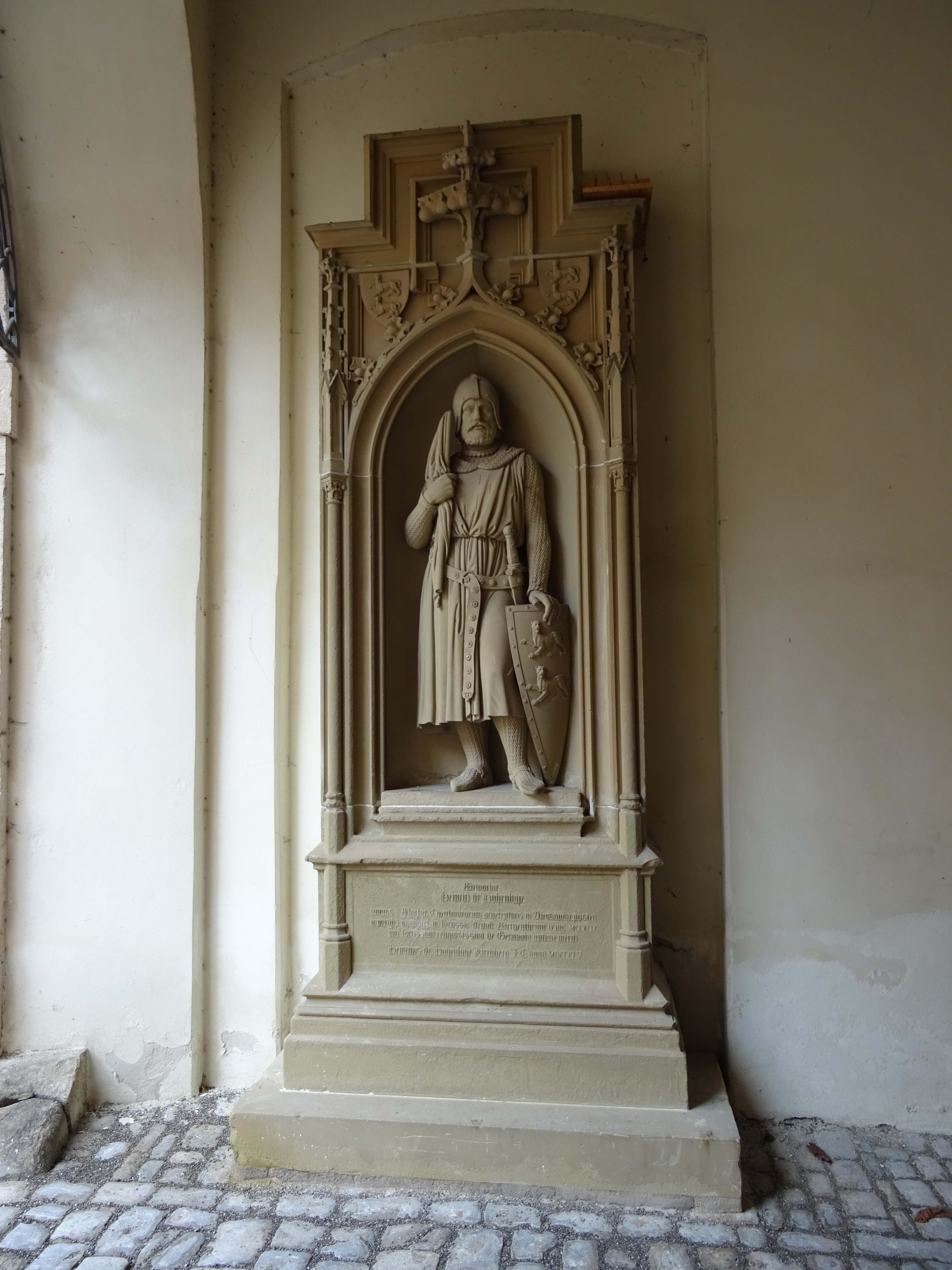
Heinrich von Hohenlohe (Statue Residenzschloss Bad Mergentheim)

Bereits unter Kaiser Ludwig dem Bayern begann der Ausbau von Mergentheim zu einer Ordensstadt. Die Kommende bekam auch das Hochgericht zugesprochen. Mergentheim wurde Hauptsitz der Verwaltung des Streubesitzes des Ordens im Raum der Ballei Franken.
Der Deutsche Orden beanspruchte für seinen gesamten Besitz im Reich die Unmittelbarkeit. 1494 wurde der Deutschmeister Reichsfürst. Dafür musste er Reichsabgaben leisten, wobei Deutschmeister und Ballei Franken gemeinsam veranschlagt wurden. Die Reichsunmittelbarkeit wird durch den Eintrag in die Wormser Reichsmatrikel von 1521 fassbar.
Besonders seit Philipp von Bickenbach (reg. 1361–1375) geriet das zur Ballei Franken gehörige Mergentheim verstärkt unter den Einfluss des Deutschmeisters. Nach der Zerstörung der Burg Horneck als Sitz des Deutschmeisters im Bauernkrieg bot die Ballei Franken dem Deutschmeister Dietrich von Cleen 1525 zunächst befristet Mergentheim als Residenz an. Ab 1527 wurde das Deutschordensschloss Mergentheim dauerhafter Sitz des Deutschmeisters.
Es folgten der Wiederaufbau der im Bauernkrieg zerstörten Burgen Horneck, Heuchlingen, Stocksberg, insbesondere aber der Residenz Mergentheim und des 1528 als Sommerresidenz erbauten Schlosses Neuhaus, und Ausbau von Mergentheim zur Residenzstadt durch Walter von Cronberg. Mit dem Übertritt des bisherigen Hochmeisters Albrecht von Preußen 1525 zum Protestantismus und der Umwandlung des Ordensstaates in Preußen in ein weltliches Herzogtum als Lehen des polnischen Königs Sigismund I. übernahmen die Deutschmeister 1527 mit Walther von Cronberg auch das Amt eines Administrators des Hochmeistertums in Preußen. Dem 1526 gewählten Deutschmeister Walter von Cronberg (reg. 1526–1543) gelang es, die Anerkennung als interimistisches Ordensoberhaupt zu erhalten. Kaiser Karl V. (reg. 1519–1556) übertrug ihm 1527 die Administration des Hochmeisteramtes; 1530 belehnte er ihn mit den Regalien des Hochmeistertums in Preußen. Dies sicherte ihm die Herrschaft über die hochmeisterlichen Kammerballeien. Fortan führte das Ordensoberhaupt den Titel "Administrator des Hochmeistertums in Preußen und Deutschmeister", der 1598 zu "Hoch- und Deutschmeister" verkürzt wurde. Die später Hoch- und Deutschmeister genannten gewählten Oberhäupter des Ordens hatten als geistliche Fürsten einen Platz auf der geistlichen Bank des Reichsfürstenrates.
Nach dem Verlust des Meistertums Livland für den Orden 1561 und dem Tode Herzog Albrechts von Preußen 1568 waren die Chancen auf eine Rückgewinnung des Ordensstaates Preußen endgültig verschwunden.
Verstärkt wurde nun Mergentheim zur Zentrale des Ordens ausgebaut, wie die Errichtung der Kanzlei und der Schlossumbau zeigen.
Die Errichtung der Kanzlei und der Schlossumbau ab 1568 verdeutlichen den Ausbau zur neuen Ordenszentrale nach dem Verlust Preußens. Hofrat, Hofkammer und Geistlicher Rat (alle belegt im 17. Jahrhundert) entstanden als Zentralbehörden für das Territorium. Hier gelang dem Orden der Ausbau seiner Besitzungen zum "Staat des Deutschmeisters" (Hanns Hubert Hofmann). Letztmals verlängerte die Ballei Franken 1572 den Überlassungsvertrag für Mergentheim, danach blieb die ursprünglich als Provisorium bestimmte Stadt unbestritten Residenz des Administrators des Hochmeistertums und Deutschmeisters. Hofrat und Hofkammer entstanden als Zentralbehörden für das Territorium. Weltliche Juristen und Kanzleibeamte übernahmen zunehmend die Aufgaben von Ordensrittern in der Verwaltung.
Das Meistertum als Territorium selbst gehörte auch dem fränkischen Reichskreis an. Mit der Aufnahme des Deutschmeisters 1517/38 in den fränkischen Reichskreis wurde seine reichsrechtliche Position gestärkt. Wegen Teilen von Gollachostheim zählte der Deutsche Orden zum Ritterkanton Odenwald des Ritterkreises Franken, wegen Teilen von Volkershausen zum Kanton Rhön-Werra. Außerdem war er um 1800 in den Kantonen Altmühl, Baunach und Steigerwald immatrikuliert.
Seit der Wahl Erzherzog Maximilians von Österreich (1585 Koadjutor, reg. 1591–1618) zum Hoch- und Deutschmeister war der Deutsche Orden in das habsburgische Hegemonialsystem eingegliedert. Der Erwerb der schlesischen Herrschaft Freudenthal 1621 durch Hochmeister Erzherzog Karl von Österreich (reg. 1618–1624) bedeutete den Aufbau eines zweiten territorialen Zentrums für das Deutschmeistertum. 1623 kam die Herrschaft Eulenberg (heute: Sovinec, Tschechische Republik) dazu.

### Schmalkaldische Krieg und Zweiter Markgrafenkrieg
Schon 1551 ging der Hoch- und Deutschmeister mit dem Ordensschatz, dem Archiv etc. an den Bodensee, nachdem er die Feste Neuhaus in wehrhaften Stand gesetzt und die Verteidigung derselben und der Stadt Mergentheim dem Grafen Balthasar von Nassau, Komthur zu Kapfenburg, neu geworbenen Landsknechten, 166 Mann in Mergentheim und 60 auf Neuhaus, anvertraut hatte. Im Mai und Juni 1552 zog das vereinigte Heer des Kurfürsten Moriz von Sachsen, des Markgrafen Albrecht von Brandenburg, des Landgrafen Wilhelm von Hessen vor Mergentheim, während Moriz den Passauer Verhandlungen anwohnte. Unwillig über die Schwierigkeiten, welche Kaiser Karl durch starke Forderungen bereitete, ritt Kurfürst Moriz sobald der Waffenstillstand ablief, am 5. Juli von Passau weg und kam am 11. nach Mergentheim zu seinem und seiner Genossen Kriegsvolk. Dieses hatte drei Lager um die Stadt bezogen.
Nachdem eine Aufforderung zur Übergabe abgewiesen worden, plünderten die Verbündeten die Orte Igersheim und Markelsheim und richteten dann ihre Angriffe zunächst gegen die Feste Neuhaus. Am 8. Juli erstürmten sie Festung und steckten das seit seiner Zerstörung im Bauernkrieg aufgebaute und eingerichtete Schloss in Brand. Zugleich erhob Markgraf Albrecht von dem Amt Neuhaus eine Brandschatzung im Betrag von 40.000 Gulden. Hierauf wurde Mergentheim mehrere Tage lang beschossen, so dass viele Häuser beschädigt und in Brand gesteckt wurden und insbesondere auch die Dominikanerkirche große Beschädigungen erlitt. Die Stadt ergab sich auf Gnade und Ungnade und erhielt gegen Erlegung von 40.000 Gulden Befreiung von der Plünderung zugesichert. Dennoch soll, während Moriz Frankfurt zueilte gegen den Musterplatz des Kaisers, Mergentheim arg mitgenommen worden, die Beute auf 130 Wagen nach Boxberg geführt worden sein.

### Schwedische Besetzung im Dreißigjährigen Krieg
Im Dreißigjährigen Krieg flüchtete der Hochmeister Johann Caspar von Stadion bei Annäherung von schwedischen Truppen im November 1631 mit dem Archiv und Ordensschatz nach Wien. Nachdem sich die Besatzung von Schloss Neuhaus sich am 10. Dezember trotz eines abgewiesenen Sturmangriffs den Truppen des Obersten Sperreuth ergeben hatte kapitulierte die Besatzung von Mergentheim vor dem schwedischen General Horn am 20. Dezember. Die Stadt musste eine Brandschatzung von 600 Talern leisten und die Bürger wurden entwaffnet. Der Ordensbesitz in Mergentheim, Ellingen und in den Reichsstädten ging zeitweilig (1632–1634) durch schwedische Schenkungen verloren. Demgegenüber verlieh Kaiser Ferdinand II. (reg. 1619–1637) dem Deutschen Orden 1635/37 die Grafschaft Hohenlohe-Weikersheim. Im Westfälischen Frieden musste der Orden diese zurückerstatten, zur Rekompensation erhielt er 1651 das Reichslehen Absberg bei Ellingen. Der Friedensschluss stärkte die Position des Deutschen Ordens in den Reichsstädten.

### Eingliederung der Ballei Franken (1789)
Die Deutschordensballei Franken war einerseits territorial mit dem Meistertum eng verflochten, andererseits hatte sie die Hauptlast zum Etat des Deutschmeisters beizutragen. So lag es nahe, Meistertum und Ballei zu verbinden, zumal beide Korporationen vom Reich und vom Fränkischen Kreis als Einheit behandelt wurden. Mit dem Inkorporations- und Consolidationsvertrag vom 5. Januar 1789 wurde die Ballei Franken in das Meistertum eingegliedert (11). Die Verwaltungsaufgaben, die bis dahin der Landkomtur und die Balleiadministration in Ellingen wahrgenommen hatten, gingen auf Regierung, Hofkammer und Geistl. Ratskollegium in Mergentheim über. In Ellingen blieb als Mittelbehörde das Oberamt Ellingen, dessen Bezirk gegenüber der Ballei Franken allerdings erheblich verkleinert worden war. Neu geschaffen wurden das Tauberoberamt in Mergentheim und das Neckoberamt auf Horneck.

### Das Ende des Ordens 1809
Nachdem Brandenburg-Preußen das Markgraftum Ansbach in Personalunion übernommen hatte, besetzte es 1796 Ellingen und okkupierte den Großteil des Oberamtes mit militärischer Gewalt. Das reichsunmittelbare Ordensterritorium umfasste zu Ende des 18. Jahrhunderts deshalb nur noch das Meistertum Mergentheim und Virnsberg mit zehn Quadratmeilen und 32.000 Einwohnern.
Der Pressburger Friede von 1805/06 sanktionierte das Ergebnis auch seitens Österreichs, das das Ordenserbe in Mergentheim, Münnerstadt und Würzburg antrat (im Hochstift Würzburg mit der toskanischen Linie des Hauses Habsburg, des nunmehrigen Großherzogs von Würzburg Ferdinand III. (Toskana), wobei jedoch die Ordensbesitzungen von Bayern reklamiert wurden). Der Friede von Preßburg 1805 bestimmte ferner, dass die Besitzungen des Deutschen Ordens und das Amt des Hoch- und Deutschmeisters erblich an das Haus Österreich übergehen sollten. Zwar ließ Kaiser Franz den Orden, dessen Hochmeister sein Bruder Anton Viktor war, unangetastet; Amt und Orden waren aber künftig eingebunden in die Souveränität Österreichs.
Dem Orden verblieben nur noch die Besitzungen in Schlesien und Böhmen sowie die Kammerballei Österreich mit Ausnahme der an die illyrischen Provinzen abgetretenen Kommenden (Krain). Die Ballei An der Etsch in Tirol war an die Königreiche Bayern und Italien gefallen.
1809 löste Napoleon den Orden in den Rheinbundstaaten auf, im Kaiserreich Österreich bestand er fort. Der Ordensbesitz wurde an die Fürsten des Rheinbundes abgetreten. Mergentheim und der Großteil des Neckar- und Tauberoberamtes wurden am 20. April 1809 vom Königreich Württemberg „wie durch eine unglückschwangere Gewitterwolke“ besetzt, die Besitzergreifung erfolgte am 29. Mai. Dabei wurden das Schloss geplündert, die Seminarbibliothek und das Ordensarchiv nach Stuttgart gebracht. Ein im Juni ausgebrochener Aufstand der Mergentheimer Bevölkerung wurde mit blutiger Gewalt unterdrückt. Der größte Teil der ehemaligen Ballei Franken ging an das Königreich Bayern. Noch 1806 erreichte Bayern auch von Frankreich die Übergabe der durch Preußen annektierten Ordensniederlassungen Virnsberg und Ellingen. Schon 1806 hatte Bayern begonnen, Ordensbesitz zu versteigern (Gangkofen und Ordensbesitzungen im Bistum Regensburg). Das Schloss Ellingen wurde 1815 die Residenz des Fürsten von Wrede, Carl Philipp von Wrede.

### Hexenprozesse im Meistertum Mergentheim
In den Hexenprozessen im Meistertum Mergentheim wurden 584 Personen zwischen 1450 und 1665 wegen Hexerei, „Unholdtum“, Zauberei und Abfall vom Christentum verhaftet in vier Wellen von Hexenverfolgung in den Jahren 1590/91, 1601/02, 1617/18 und 1628 bis 1631. Nach heutigen Angaben überlebten 387 Menschen den Prozess nicht. Weitere acht starben in Haft. Lediglich 27 Verdächtigte kamen frei. Bis heute ist das Schicksal von 93 Personen unbekannt. Das Alter der Angeklagten lag zwischen elf und 70 Jahren.

## Umfang

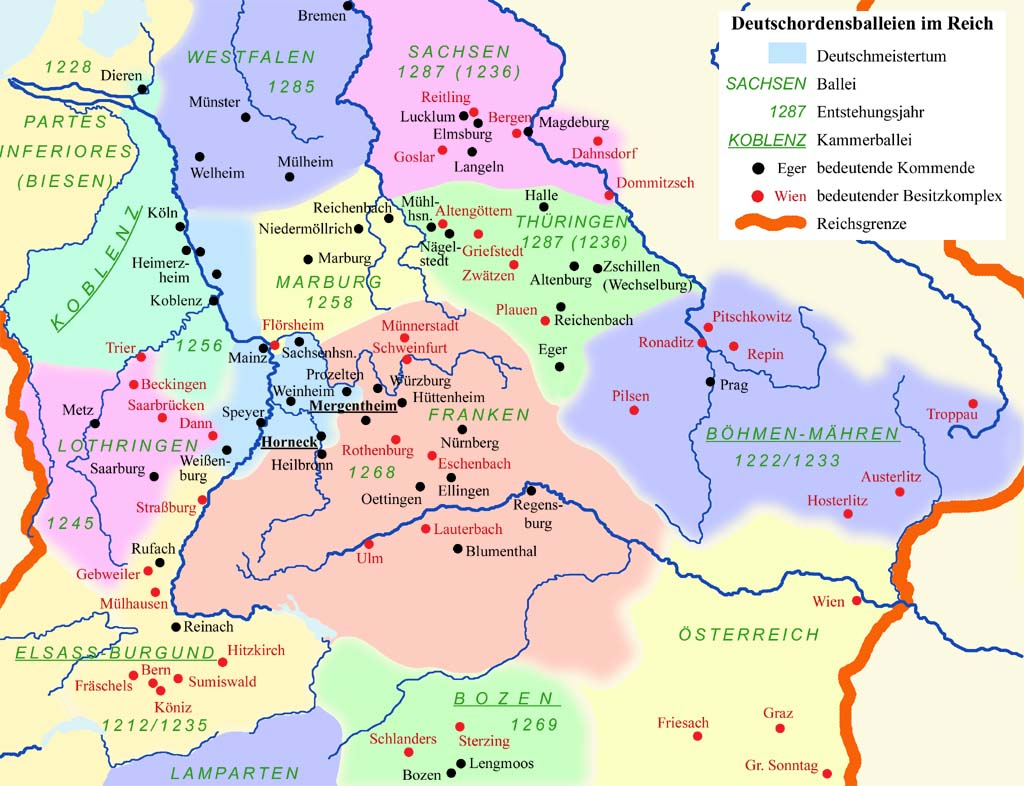
Gliederung des Deutschen Ordens mit dem Meistertum Mergentheim

Das Meistertum selbst bestand aus der Stadt Mergentheim. Nahe dabei lag das Amt und Schloss Neuhaus, das als Wohnsitz der Deutsch- und Hochmeister diente. Das Meistertum umfasste die Vogtei Hüttenheim, die Pflegen Hilsbach, Heuchelheim, Kirnbach, Stupferich und Weingarten. Des Weiteren gehörten dazu die Ämter Weinheim, Neckarsulm, Kirchhausen und Schloss Stocksberg und Umgebung. Auch die Komtureien in Horneck, Frankfurt am Main mit der Kommende Sachsenhausen, Mainz und Speyer gehörten direkt zum Meistertum. Hinzu kamen die Kammerkomturei in Weißenburg sowie die Herrschaft Freudenthal in Oberschlesien und ab 1696 die Herrschaft Busau (Burg Bouzov). in Mähren.
Andererseits musste die Trapponei angesichts der aufgrund des Pfälzischen Erbfolgekriegs auf 129 000 Gulden angewachsenen Schulden des Meistertums trotz Steigerung der Kontribution der Ballei zunehmend Besitzungen verpfänden oder verkaufen.
Zu Beginn des 19. Jahrhunderts war das Kerngebiet in verschiedene größere Verwaltungseinheiten eingeteilt. Dazu gehört das Oberamt Mergentheim. In diesem lebten 1800 Familien. Davon lebten 590 christliche und jüdische in der Stadt Mergentheim selbst. Im Neckaroberamt lebten 2400 Familien. Im Amt Ellingen lebten 600 Familien.

## Mergentheimer Hofkammer
Der im 17. Jahrhundert entstandenen Mergentheimer Hofkammer oblag das gesamte Ökonomie- und Finanzwesen des Meistertums. Ebenso wie Regierung und Geistl. Ratskollegium unterstand sie dem Präsidium von Präsident (= ehemaliger Statthalter des Deutschmeisters) und Kanzler. In ihr waren die ehemalige vierte Gebietigerstelle (=der Küchenmeister) und die Stelle eines weiteren aktiven Ordensritters als adlige Hofkammerräte aufgegangen. Das eigentliche Hofkammergremium bildeten der Hofkammerdirektor und fünf bis neun Hofkammerräte, die zugleich den zentralen Kassen vorstanden. Ihnen unterstellt war der Hofkammersekretär. Als beratende Titular-Hofkammerräte wurden sieben langjährige Außenbeamte tätig (13). Mit der Aufhebung des Deutschen Ordens in den Rheinbundstaaten durch Napoleon im Jahr 1809 endete die Tätigkeit der Hofkammer.